# نیما کیان
نیما کیان (زادهٔ سال ۱۳۴۸) رقص‌پرداز و رقصپژوه ایرانی بنیان‌گذار و سرپرست هنری سازمان باله ایران است که در سال ۲۰۰۲ سازمان بالهٔ ملی ایران را که پس از انقلاب ۱۳۵۷ منحل شده بود، در کشور سوئد بازسازی کرد. سازماندهی یک طرح فرهنگی بین‌المللی و گردآوری بیش از صد نفر از هنرمندان و فعالین فرهنگی برای احیاء رقص باله ایرانی، اجرای پروژه بازسازی باله ملی ایران را به وسیعترین طرح هنری ایرانی که در خارج از کشور اجراء شده‌است تبدیل کرد. ایجاد همکاری با سازمان‌های بالهٔ ملی در کشورهای آسیای میانه و هم‌فرهنگ ایران منجر به بازسازی آثار باله از یاد رفته، معرفی هنر رقص معاصر در این کشورها یا سازماندهی نخستین نمایش‌های بین‌المللی تعدادی از گروه‌های باله ملی این کشورها در غرب شده‌است.طبق قوانین جمهوری اسلامی اجرای رقص در کشور ایران ممنوع است بنابراین سازمان باله ایران فقط در کشورهای غیر از ایران می‌تواند فعالیت داشته باشد.

## زندگی و تحصیلات
فعالیت‌های هنری اش را در سیزده سالگی و در زمینهٔ طراحی، نقاشی، گرافیک و خوشنویسی و تحصیلات هنری را با ورود به هنرستان هنرهای زیبای پسران تهران آغاز کرد.
نیما کیان در هفده سالگی به اروپا مهاجرت کرده و تحصیلاتش را در رشتهٔ باله در آکادمی بالهٔ گوتنبرگ تحت نظر مادام لیا شوبرت و سپس دانشکده عالی رقص مادام رزلا هایتاور در کن (Cannes)، فرانسه به پایان رسانده.

## بازسازی سازمان باله ملی ایران
نیما کیان پروژه بازسازی سازمان از دست رفته باله ملی ایران را با معرفی این طرح به سازمانها، ارگان‌ها و اداره‌جات فرهنگی در چند کشور اروپایی و در سال ۱۳۷۷ شروع کرد که پنج سال بعد منجر به تأسیس سازمان باله ایران (نام بین‌المللی: Les Ballets Persans) در کشور سوئد گردید. نخستین تولید و اجرای بین‌المللی سازمان باله ایران در ۱۵ مهرماه ۱۳۸۱ در شهر استکهلم به روی صحنه رفت. او در طی سال‌های فعالیت سازمان باله ایران رپرتواری از آثار کلاسیک، نئوکلاسیک و مدرن باله‌ای به‌وجود آورد که برگرفته شده از تاریخ و فرهنگ ایرانی است. ماریتا الوسکوگ (Marita Ulvskog) وزیر وقت فرهنگ سوئد در نامه‌ای به نیما کیان سردبیر هیئت مؤسسین باله ایران  در مورد طرح احیای سازمان باله ملی ایران نوشت:

«...اجازه دهید بخاطر انرژی و عزم شما برای اجرای این پروژه تحسین خود را ابراز کنم. جان دوباره بخشیدن به یک میراث فرهنگی از دست رفته بعد از بیش از بیست سال انقطاع نیاز به عزمی راسخ و تسخیر نشدنی دارد. درک عزم شما برای خلق دوباره چیزی که دیگر وجود خارجی ندارد، شاید برای ما [غربی‌ها] که معمولاً تجربه دردناک مشابه شما را [از منظر تاریخی] نداریم مشگل باشد...».

## همکاری با سازمان‌های باله ملی در کشورهای آسیای میانه و هم‌فرهنگ ایران
نخستین تولید سازمان باله ایران با همکاری هنرمندان برجسته جمهوری آذربایجان به روی صحنه رفت. دو باله بلند به نام بابک و هفت پیکر از ساخته‌های رقص‌پردازان پیشروی آذری، رافیقا آخوندوا و ماکسود مامدوف، در نخستین تولید باله ایران گنجانیده شد. این آثار در دهه هفتاد و هشتاد میلادی و در دوران حکومت شوروی ساخته شد ولی از رپرتوار باله ملی آذربایجان خارج و به فراموشی سپرده شده بودند. انتخاب این آثار برای نخستین تولید سازمان باله ایران، در واقع بازسازی این آثار فراموش شده بود. همکاری با کمپانی‌های باله در کشورهای آسیای میانه در تولیدات هنری یا مشارکت در پروژه‌های تحقیقاتی پیرامون رقص در تمام طول سال‌های فعالیت باله ایران پس از گشایش سازمان ادامه یافت. در سال ۲۰۱۲ تئاتر ملی باله و اپرای تاجیکستان از کیان به عنوان رقص‌پرداز ارشد میهمان برای همکاری با باله ملی آن کشور دعوت کرد. حاصل این همکاری ورود آثار رقصپردازی کیان به رپرتوار باله ملی تاجیکستان، معرفی رقص باله معاصر به جامعهٔ هنری تاجیکستان و سازماندهی نخستین اجرای این گروه در خارج از تاجیکستان و در غرب بعد از فروپاشی اتحاد جماهیر شوروی بود. ریاست تئاتر ملی باله و اپرای تاجیکستان، گل‌احمد مجیدوف در یک برنامه مستند تلویزیونی در خصوص همکاری نیما کیان و باله ایران با باله ملی تاجیکستان از این همکاری به عنوان یکی از مهم‌ترین و منحصر بفردترین طرح‌های هنری در تمام طول دوران شوروی و پس از استقلال تاجیکستان نام برد.
در سال ۲۰۱۴ کیان همچنین نخستین اجرای بین‌المللی سازمان باله ملی قرقیزستان را در اروپا سازماندهی و رهبری کرد. این تولید با نمایش رقص‌پردازی‌های او و به وسیلهٔ رقصندگان قرقیزی برای برنامه نوروزی تلویزیون من و تو در انگلستان اجرا شد. این طرح هنری مستقیماً از طرف وزارت فرهنگ قرقیزستان و شخص وزیر فرهنگ، آقای سلطان رایو، حمایت شد.

## فعالیتهای پژوهشی
کیان تحقیقات در زمینه رقص و رقصپژوهی را در کنار آفرینش‌های هنری از زمان ورود به این عرصه آغاز کرد که در غالب آثار مرجع مورد استفاده تحقیقاتی رقص پژوه‌هان دیگر و دانشگاه‌های هنر در کشورهای مختلف مانند اتریش، انگلستان، فرانسه، آلمان، ایران، تاجیکستان و ایالات متحده آمریکا قرار گرفته‌است. سرنوشت رقص در ایران (۱۹۹۹، به فارسی)، رقص ایرانی و تاریخچه فراموش شده آن (۲۰۰۰، به انگلیسی)، فرهنگ نام و واژه گزینی برای رده‌های باله در زبان فارسی (۲۰۰۴، به فارسی و انگلیسی)، تاریخ باله در ایران (۲۰۱۵، به انگلیسی) از برجسته‌ترین طرح‌های پژوهشی او در زمینه رقص ایرانیست.

## جشن گرامیداشت نیما کیان
در ششمین سالگرد تأسیس سازمان باله ایران، بنیاد فرهنگی توس در لندن در تاریخ ۹ مارس ۲۰۰۸ (۱۹ اسفند ۱۳۸۶) برنامه‌ای با عنوان جشن گرامیداشت نیما کیان، بنیان‌گذار و سرپرست سازمان باله ایران برای تجلیل از او و سه دهه فعالیت هنری اش که منجر به احیای هنر از دست رفته باله ایرانی و اجرای بزرگترین پروژه منفرد هنری ایرانی در خارج از کشور شد ترتیب داد و تندیسی از فردوسی به او اهداء کرد.

«به پاس تلاش خستگی ناپذیر او برای جان بخشیدن به یک میراث فرهنگی و هنری ایرانی که به فراموشی سپرده شده بود و برای بازآفرینی و ساماندهی سازمان از دست رفته باله ملی ایران در غالب سازمان باله ایران. تأسیس سازمان باله ایران در سال ۱۳۸۱ ثمره تلاش چند ساله جوانی است که با عشق به میهن و فرهنگ و تاریخ هنر سرزمین مادری اش، آموخته‌هایش را در زمینه هنر باله با توشه‌ای از فرهنگ زادگاهش در هم آمیخت و رنگین کمان پر نقش و نگاری آفرید که نمایانگر جلوه‌های مختلف وطنی است که او از آن بر خواسته است. اگر چه او تنها هفده سال از عمر سی و هشت ساله اش را در وطن زیسته ولی عشق به مام میهن و آشنائی و الفت شبانه روزی اش با آن فرهنگ جاودان او را به راهی بس دشوار برای احیاء و حفظ یکی از زیباترین میراث‌های فرهنگی ایران رهنما شد.».

برنامه بزرگداشت نیما کیان در لوگان هال وابسته به دانشگاه لندن به روی صحنه رفت و شامل نمایش چند اثر رقصپردازی او و همچنین یک سمینار پیرامون ۳۰۰۰ سال تاریخ رقص در ایران، تنظیم شده بر اساس اثر پژوهشی او (رقص ایرانی و تاریخ فراموش شده آن) بود.

## آثار رقص‌پردازی
رپرتوار یا آثار انتخابی سازمان باله ایران متشکل از رقص‌پردازی‌های نیما کیان در سه ژانر مختلف رقصپردازی است:
۱) باله‌های نئوکلاسیک به‌وجود آمده بر اساس تکنیک رقص باله کلاسیک غربی مانند سرزمین فیروزه‌ای-در آرزوی صلح (۲۰۰۸)، ویس و رامین (۲۰۱۱)، خواب‌های طلایی (۲۰۱۴)
۲) رقص‌های معاصر بر پایه تکنیک رقص‌های مدرن مانند زن (۲۰۰۴)، باغ‌های معلق آرزوهای گمشده (۲۰۰۸)، سمفونی مرثیه (۲۰۱۲)
۳) رقص کاراکتر با الهام از سبک رقصپردازی ایگور موی‌سیو (Igor Moiseyev) و گروه بریوزکا (Beryuzka) مانند پاپو سلیمانی (۲۰۰۴)، سیمای جان (۲۰۰۸)، بهاره! (۲۰۱۴)